# La Nuit des traqués
Ne doit pas être confondu avec La Nuit des traquées.
Pour plus de détails, voir Fiche technique et Distribution.
La Nuit des traqués est un film franco-belge réalisé par Bernard Roland, sorti en 1959.

## Fiche technique
- Réalisation : Bernard Roland
- Scénario : José-André Lacour, d'après son roman éponyme publié au Fleuve Noir sous le pseudo de Benoit Becker[1]
- Décors : Robert Dumesnil
- Photographie : Pierre Petit
- Son : Jacques Lebreton, Jacques Carrère
- Montage : Jacques Mavel
- Musique : Jean Leccia
  - Chansons :  Mon amour protège-moi écrite et interprétée par Charles Aznavour - Samy écrite et interprétée par Daniel Gérard
- Pays :  Belgique -  France
- Format : Noir et blanc - 1,85:1 - 35 mm - Son mono
- Genre : Drame
- Durée : 85 minutes
- Date de sortie : 
  - France - 7 décembre 1959[1]
- Visa d'exploitation :  054042
  - interdit aux moins de 18 ans[1]
- Affiches : Clément Hurel, Jouineau Bourduge (France)

### Distribution
- Juliette Mayniel : Josette, sa grande sœur
- Philippe Clay : Taretta, le nouveau chef de la bande Blousons Noirs, un sadique
- Sami Frey : Victor dit Vicky, un blouson Noir de 17 ans
- Claude Titre : Michel, le fiancé de Josette
- Folco Lulli : Lino, un docker italien sans papier qui exerce un chantage à l'encontre de Josette
- Georgette Anys : la patronne du café, maîtresse de Lino
- Moustache : l'ivrogne salutiste
- Michel Dumoulin : Bernard
- André Weber : 1er docker
- Claude Mercutio : Georges
- Claude Figus : René
- Patricia Karim : la fille du bar
- Gabriel Gobin : 2e docker
- Luc Olivier : le policier
- Albert Augier : quidam
- Jacques Chabassol : Georges, voyou
- Michèle Bardollet : Pattes-en-l'Air, fille de la bande
- Josette Roland : Jacquie, idem
- Danyel Gérard : Rico le chanteur-guitariste, voyou
- Christian Ardouin : Paul, voyou
- Pierre Mégemont : Jacques, voyou
- Joël Barbouth : Tim, voyou
- Claude Maugin : Jelk, voyou